# Немо (певач)
Немо Метлер (Бил/Бјен, 3. август 1999), познатији под мононимом Немо, швајцарски је певач и репер. На Песми Евровизије 2024. остварује победу за Швајцарску са песмом The Code, што представља прву победу Швајцарске на овом такмичењу од 1988.

## Биографија
Дете је предузетника Маркуса Метлера и новинарке Нађе Шнецлер. Има сестру Елу. Име Немо на латинском језику значи „нико”, за шта каже: „Моји родитељи су мислили да ако нисам нико, могу постати било ко.”
У новембру 2023. изјашњава се као небинарна особа у чланку за SonntagsZeitung, након прикривања сексуалне оријентације од 2021. Током 2022. изјашњава се као пансексуална особа и то говори свом партнеру. Живи и ради у Берлину.

## Дискографија
Мини-албуми
- (2015)
- (2017)
- (2017)
- (2022)